# Charlie som landstrykare
Charlie som landstrykare (engelska: The Tramp) var Charlie Chaplins sjätte film för Essanay Studios. Det är en svartvit stumfilm som kom ut 1915. Filmen är en kortfilm (32 minuter), regisserad av Charles Chaplin.

## Handling
Charlie Chaplin spelar en luffare som hjälper en kvinna med att bli av med tre busar. Som tack blir han bjuden hem till hennes gård. 

## Roller
- Charles Chaplin - Luffare
- Edna Purviance - Bondens dotter
- Ernest Van Pelt - Bonde
- Paddy McGuire - Dräng
- Lloyd Bacon - Ednas fästman/Tjuv 2
- Leo White - Tjuv 1
- Bud Jamison - Tjuv 3
- Billy Armstrong - "Minister"